# Olga Jewgenjewna Krjutschkowa
Olga Jewgenjewna Krjutschkowa (russisch Ольга Евгеньевна Крючкова; * 7. August 1966 in Moskau, Sowjetunion) ist eine russische Autorin historischer Romane.

## Biografie
Nach dem Besuch der Höheren Schule 1983 graduierte sie an der Moskauer Universität und arbeitete anschließend für ein Moskauer Fluginstituts. Ihre literarische Karriere begann 2006. Ihr erster Roman "Der Kapitän der Plünderer" wurde in einer Zeitschrift 2007 veröffentlicht. 2008 kamen dann gleich sechs Romane heraus, teils veröffentlicht unter einem Pseudonym. Es folgten weitere Bücher aus dem Verlagshaus "Geleos": "Das Geschenk der Aphrodite", "Glückliche Wahl", "Rätsel des Schicksals" und unter dem Pseudonym der Olivia Claymore ihr Roman "Die französische Messalina". 2008 wurde die Autorin auch im Verlagshaus "Veche" mit dem Titel "Der Kapitän der Plünderer" (zwei Romane - "Der Kapitän der Plünderer" und "Dämon Montsegur") veröffentlicht. 2009 kamen weitere vier Abenteuerromane hinzu, die alle im Verlagshaus "Wetsche" veröffentlicht wurden. E-Books des Autors sind auf den elektronischen Ressourcen LitRes und Amazon erhältlich.

## Werke
- 2007
  - "Der Kapitän der Plünderer" ("Капитан мародёров")
  - "Familienkreuz" ("Фамильный крест")

- 2008
  - "Abenteurer" ("Авантюристы")
  - "Das Geschenk der Aphrodite" ("Дар Афродиты")
  - "Glückliche Wahl" ("Счастливый выбор")
  - "Rätsel des Schicksals" ("Загадки судьбы")
  - "Der Kapitän der Plünderer" ("Капитан мародёров")
  - "Der französische Messalina" ("Французская Мессалина"), unter dem Pseudonym Oliwija Klejmor

- 2009
  - "Abenteurer" ("Авантюристы")
  - "Erhob sich der Versailles" ("Роза Версаля")
  - "Die Rückkehr der Der Kapitän der Plünderer" ("Возвращение капитана мародёров")
  - "Erben des Landes der Yamato" ("Наследники страны Ямато")

- 2010
  - "Blut und das Kreuz" ("Кровь и крест")
  - "Rüstung der Dracula" ("Доспехи Дракулы")
  - "Die Arche der Macht" ("Ковчег могущества")

- 2011
  - "Der Kapitän der Plünderer" ("Капитан мародёров")
  - "Die Rückführung des Kapitäns der Plünderer" ("Возвращение капитана мародёров")

- 2012
- "König der Austrasia" ("Король Австразии")[1]

## E-books
| - Die russischen Abenteuerromane aus dem Russland des XIX. Jahrhunderts: - "Abenteurer" ("Авантюристы"), 2009 - "Erhob sich Versailles" ("Роза Версаля"), 2009 - "Rüstung der Dracula" ("Доспехи Дракулы"), 2010 - "Familienkreuz" ("Фамильный крест"), 2007 - "Das Geschenk der Aphrodite" ("Дары Афродиты"), 2008 - "Rätsel des Schicksals" ("Загадки Судьбы"), 2008 - "Glückliche Wahl" ("Счастливый выбор"), 2008 - "Duellant" ("Дуэлянты"), 2011 - "Smaragdgrüner Sommer" ("Изумрудное лето"), 2011 - Historische Abenteuer, Mittelalter und altertümlichen Zeiten: - "Der Kapitän der Plünderer" ("Капитан мародёров"), 2007, 2008, 2011 - "Die Rückführung des Kapitäns der Plünderer" ("Возвращение капитана мародёров"), 2009, 2011 - "Der Kapitän der Plünderer. Himmlischer Zion" ("Капитан Мародёров. Небесный Сион"), 2011 - "Dämon Montsegur" ("Демон Монсегюра"), 2008 - "Erben des Landes der Yamato" ("Наследники страны Ямато"), 2009 - "Blut und das Kreuz" ("Кровь и крест"), 2010 - "Die Arche der Macht" ("Ковчег могущества"), 2010 - "König der Austrasia" ("Король Австразии"), 2011 - "Nibelungen. Das Blut des Drachen" ("Нибелунги. Кровь Дракона"), 2011 | - Mystik: - "Stadt der Götter" ("Город богов"), 2011 - "Heilige Hügel" ("Священные холмы"), 2011 - "Der Prälat" ("Прелат"), 2011 - "Der Diener des Luzifer" ("Слуга Люцифера"), 2011 - Historische Liebesromane: - "Die Dame des Herzens" ("Дама Сердца"), 2011 - "Geschichte der Purpurroten Dame" ("История Пурпурной Дамы"), 2011 - "Die französische Messalina" ("Французская Мессалина") |